# دامیان تیمپانی
دامیان تیمپانی (انگلیسی: Damián Timpani؛ زادهٔ ۸ اوت ۱۹۶۹) بازیکن فوتبال اهل آرژانتین است.
از باشگاه‌هایی که در آن بازی کرده‌است می‌توان به باشگاه فوتبال الچه، باشگاه فوتبال خرز، و باشگاه فوتبال رئال مورسیا اشاره کرد.